# Ga Làng Giàng
Ga Làng Giàng là một nhà ga xe lửa tại huyện Bảo Thắng, tỉnh Lào Cai. Nhà ga là một điểm của đường sắt Hà Nội - Lào Cai và nối với ga Thái Niên với ga Lào Cai.
| Ga trước Thái Niên | Đường sắt Việt Nam Đường sắt Hà Nội - Lào Cai | Ga sau Lào Cai |